# 이시도 가즈토
이시도 가즈토(일본어: 石堂 和人, 1982년 4월 1일 ~ )는 일본의 전 축구 선수이다.

## 구단 경력
그는 2014년부터 2018년까지 J리그의 후쿠시마 유나이티드 FC에서 활동하였다.